# Grechukha Tholi
I Grechukha Tholi sono una struttura geologica della superficie di Venere.